# Consiliul de Stat (Franța)
Consiliul de Stat este o instituție publică franceză creată de Napoleon Bonaparte în 1799 în cadrul Constituției anului VIII (a Consulatului, imitând modelul instituțiilor anterioare din cadrul Vechiului Regim). Făcea parte din autoritatea executivului și își avea sediul la Palais-Royal.